# Chaînon Ilgachuz
Le chaînon Ilgachuz, en anglais : Ilgachuz Range, est un volcan bouclier situé sur le plateau Chilcotin en Colombie-Britannique, au Canada. Ce n'est pas un massif de montagnes au sens strict puisqu'il s'agit d'un seul volcan érodé, actif il y a cinq millions d'années.
Le point culminant est Far Mountain avec 2 410 mètres d'altitude.
Le chaînon Ilgachuz fait partie du point chaud d'Anahim.

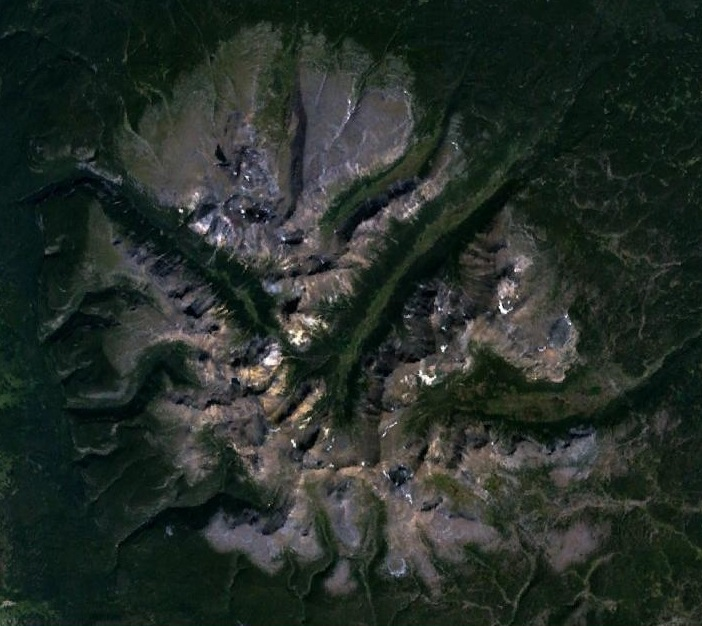
Vue satellite du chaînon Ilgachuz.